# Colom feréstec de Panamà
El colom feréstec de Panamà (Leptotila battyi) és un colom de la zona Neotropical, per tant un ocell de la família dels colúmbids (Columbidae). Endèmic del vessant del Pacífic i illes properes de Panamà.